# Saison 2025 de la Women's Elite Rugby
La saison 2025 de la Women's Elite Rugby est la première édition de la compétition féminine de rugby à XV. Elle oppose six équipes basées aux États-Unis, du 22 mars au 14 juin 2025.
La compétition est remportée par l'Onyx de Denver.

## Format
Le championnat est organisé en une poule unique, où toutes les équipes s'affrontent en matchs aller-retour. Les deux meilleures équipes disputent la finale, à Eagan (Minnesota).
À noter que la compétition chevauche le calendrier des Eagles (qui disputent la Pacific Four Series) et des Falcons (tournée au Brésil) : plusieurs journées sont jouées en l'absence des meilleures joueuses du pays.

## Liste des équipes en compétition
| Équipe                 | Entraineur      | Capitaine          |
| ---------------------- | --------------- | ------------------ |
| Bay Breakers           | Hannah Stolba   | Jade McGrath       |
| Banshees de Boston     | Kittery Ruiz    | Paige Stathopoulos |
| Tempest de Chicago     | Bryan Colbridge | Ilene Andrade      |
| Onyx de Denver         | Sarah Chobot    | Rachel Johnson     |
| Exiles de New York     | Diego Maquieira | Nikki Richardson   |
| Gemini des Twin Cities | Sylvia Braaten  | Brogan Mior        |

## Résultats et classement

### Résultats
L'équipe qui reçoit est indiquée dans la colonne de gauche.
|                        | BAY   | BOS   | CHI   | DEN   | NY    | TC    |
| ---------------------- | ----- | ----- | ----- | ----- | ----- | ----- |
| Bay Breakers           |       | 28-49 | 45-21 | 17-42 | 38-26 | 66-12 |
| Banshees de Boston     | 22-31 |       | 49-12 | 5-25  | 20-24 | 36-10 |
| Tempest de Chicago     | 17-51 | 12-65 |       | 0-41  | 17-48 | 15-20 |
| Onyx de Denver         | 63-7  | 53-21 | 76-7  |       | 62-7  | 75-14 |
| Exiles de New York     | 19-39 | 27-29 | 43-14 | 24-17 |       | 31-22 |
| Gemini des Twin Cities | 17-12 | 12-15 | 12-10 | 19-38 | 28-34 |       |

|  | Victoire à domicile |  | Match nul |  | Défaite à domicile |

### Classement
| Rang | Club                   | J  | V | N | D  | Bo | Bd | Pm  | Pe  | Diff | Pts |
| ---- | ---------------------- | -- | - | - | -- | -- | -- | --- | --- | ---- | --- |
| 1    | Onyx de Denver         | 10 | 9 | 0 | 1  | 9  | 1  | 492 | 121 | +371 | 46  |
| 2    | Exiles de New York     | 10 | 6 | 0 | 4  | 6  | 3  | 283 | 286 | -3   | 33  |
| 3    | Bay Breakers           | 10 | 6 | 0 | 4  | 6  | 2  | 222 | 199 | +23  | 32  |
| 4    | Banshees de Boston     | 10 | 6 | 0 | 4  | 5  | 1  | 311 | 234 | +77  | 30  |
| 5    | Gemini des Twin Cities | 10 | 3 | 0 | 7  | 1  | 4  | 166 | 332 | -166 | 17  |
| 6    | Tempest de Chicago     | 10 | 0 | 0 | 10 | 0  | 2  | 125 | 450 | -325 | 2   |

|  | Qualifié pour la finale |

### Finale
| Legacy Cup 29 juin 2025 | Onyx de Denver | 53 - 13 (24 - 13) | Exiles de New York                                                                                     | TCO Stadium, Eagan env. 1 000 spectateurs |
| Legacy Cup 29 juin 2025 | Essai(s) : 8 Bailey (20e), Waters (24e), Fa'avesi (38e, 40e+2), Ehrecke (46e), Bender-Cruz (49e), Taufoou (59e), Hawkins (80e+5) Transformation(s) : 5 Hawkins (20e, 24e, 46e, 49e, 59e) Pénalité(s) : 1 Hawkins (53e) | Rapport           | Essai(s) : 1 Green-Yotts (13e) Transformation(s) : 1 Owens (13e) Pénalité(s) : 2 Cunningham (17e, 34e) | TCO Stadium, Eagan env. 1 000 spectateurs |
| Legacy Cup 29 juin 2025 | | Rapport           | | TCO Stadium, Eagan env. 1 000 spectateurs |